# Aplec de la Mare de Déu de Canòlich
L'aplec de la Mare de Déu de Canòlich és un esdeveniment anual i festiu a la parròquia de Sant Julià de Lòria a Andorra per celebrar la santa verge de la Mare de Déu de Canòlic basada en una llegenda local.

## Llegenda
L'any 1223 (a l'agost) un pastor de Bixessari es va trobar un ocell de plomatge colorós. Estava al seu bestiar on es troba el santuari actualment. El pastor se.l va portar cap a casa. L.endemà l.ocell havia fugit però novament el va trobar al mateix prat. La història es va repetir tres vegades, però finalment el pastor va notar dins d.un nínxol de la roca la imatge de la Mare de Déu. Van decidir que la Verge de Canòlich volia estar-hi i van fer el santuari allà mateix.

## Goig
El blog "Goigs i devocions populars" va publicar unes versions dels goigs. S'hi mostra 3 goigs diferents amb imatges de la impresa.

## Festiu
Se celebra l'últim dissabte del maig i és un dia festiu comunal. Molts negocis es tanquen aquell dia per pujar la muntanya a visitar l'ésglesia. L'església es data del 1223. A l'any 1998 va celebrar el 775è aniversari del qual es preserven el llibret com anys anteriors. De les dues corones al seu costat, va oferir-ne el poble de Sant Julià de Lòria a la Verge, l.any 1999, per celebrar la seva “coronació papal”. El 2023, era el 800è aniversari i va sortir a moltes noticies locals.
El dia de l'aplec es fa una peregrinació aquella església. Un camí es troba darrere el Centre de Formació Professional (CFP) d'Aixovall el 700+ metres de desnivell. Des d'Aixovall a la carretera CG-6 es connecta a Bixessari on hi ha més aparcament també. Hi ha pocs llocs per aparcar a la carretera CS 600 que puja de Bixessari a l'església. L'aparcament de l'església és llimitat. Per això, a vegades el Comú s'ofreix un bus per pujar aquell dia. No es pot reservar una silla a l'avança.
Quan s'hi arriben, s.hi fa una missa completa amb el gospel i l'eurcaristia. S'incorpora un dels seus goigs també. Dins l'església, es veu els murals de ceràmica de l'artista local Sergi Mas.
Després es reparteixen pans beneïts entre tots els pelegrins i els visitants. La tradició és dinar en família al voltant del santuari tot i que les fotos recents dels diaris es mostren un lloc de gom a gom.